# Rio Quente Resorts Tennis Classic de 2012
A Rio Quente Resorts Tennis Classic de 2012 foi um torneio profissional de tênis jogado em quadras de saibro. Foi a primeira edição do torneio, que era parte do ATP Challenger Tour de 2012. Ela ocorreu em Rio Quente, Goiás, Brasil, entre 7 e 12 de maio de 2012.

## Entradas na chave principal de simples

### Cabeças de chave
| País | Jogador         | Rank1 | N° |
| ---- | --------------- | ----- | -- |
| CHI  | Paul Capdeville | 114   | 1  |
| BRA  | Ricardo Mello   | 141   | 2  |
| BRA  | Júlio Silva     | 147   | 3  |
| BRA  | Thiago Alves    | 153   | 4  |
| CZE  | Ivo Minář       | 181   | 5  |
| URU  | Marcel Felder   | 247   | 6  |
| BRA  | Ricardo Hocevar | 255   | 7  |
| ARG  | Nicolás Pastor  | 274   | 8  |

- 1 Rankings de 30 de Abril de 2012.

### Outras entradas
Os seguintes jogadores receberam wildcards para entrar na chave principal:
- Tiago Fernandes
- Pedro Guimares
- Bruno Sant'anna
- Marcelo Tebet Filho

Os seguintes jogadores entraram pelo qualifying:
- Andrea Collarini
- Eduardo Dischinger
- Augusto Laranja
- Ivo Minář

## Campeões

### Simples
- Guilherme Clezar der.  Paul Capdeville, 7–6(7–4), 6–3

### Duplas
- Guido Andreozzi /  Marcel Felder der.  Thiago Alves /  Augusto Laranja, 6–3, 6–3

## Ligações Externas
- Site Oficial